# فديمين
قرية فيديمين هي إحدى القرى التابعة لمركز سنورس في محافظة الفيوم في جمهورية مصر العربية. حسب إحصاءات سنة 2006، بلغ إجمالي السكان في فيديمين 33651 نسمة، منهم 17605 رجل و16046 امرأة.